# Rankgårds Gnaten
Rankgårds Gnaten är ett skär i Åland (Finland). Det ligger i den södra delen av landskapet, 4 km sydväst om huvudstaden Mariehamn.
Terrängen runt Rankgårds Gnaten är platt. Havet är nära Rankgårds Gnaten söderut. Närmaste större samhälle är Mariehamn, 4,3 km nordost om Rankgårds Gnaten. 
I omgivningarna runt Rankgårds Gnaten växer i huvudsak barrskog.